# Rajcza (gemeente)
De gemeente Rajcza is een landgemeente in het Poolse woiwodschap Silezië, in powiat Żywiecki.
De zetel van de gemeente is in Rajcza.
Op 30 juni 2004 telde de gemeente 9059 inwoners.

## Oppervlakte gegevens
In 2002 bedroeg de totale oppervlakte van gemeente Rajcza 131,17 km², waarvan:
- agrarisch gebied: 28%
- bossen: 59%

De gemeente beslaat 12,61% van de totale oppervlakte van de powiat.

## Demografie
Stand op 30 juni 2004:
| Omschrijving                   | Totaal | Totaal | Vrouwen | Vrouwen | Mannen | Mannen |
| ------------------------------ | ------ | ------ | ------- | ------- | ------ | ------ |
| eenheid                        | aantal | %      | aantal  | %       | aantal | %      |
| inwoners                       | 9059   | 100    | 4621    | 51      | 4438   | 49     |
| bevolkingsdichtheid (inw./km²) | 69,1   | 69,1   | 35,2    | 35,2    | 33,8   | 33,8   |

In 2002 bedroeg het gemiddelde inkomen per inwoner 1286,32 zł.

## Administratieve plaatsen (sołectwo)
Kiczora, Rajcza, Rycerka Dolna, Rycerka Górna, Sól, Zwardoń.

## Aangrenzende gemeenten
Istebna, Milówka, Ujsoły.
De gemeente grenst aan Slowakije.